# Palazzo vescovile (Cerreto Sannita)
Il Palazzo vescovile di Cerreto Sannita (o Episcopio) è un edificio sito in piazza Giovanni Paolo II ed è sede del vescovo e della curia della diocesi di Cerreto Sannita-Telese-Sant'Agata de' Goti.

## Storia

### Il palazzo nella vecchia Cerreto
Nel 1349 un terremoto colpì Telesia sconvolgendo il suo suolo e dando origine ad asfissianti mofete. I superstiti, per evitare la morte a causa della malaria e di altre malattie mortali, si trasferirono nei centri più vicini come Solopaca e San Salvatore Telesino. 
I vescovi di Telese dal 1349 sino alla fine del XVI secolo dimorarono da chi concedeva loro ospitalità: nella Rocca di San Salvatore Telesino, nel Castello di Faicchio, a Guardia Sanframondi, a San Lorenzello o addirittura in alcune camere dell'ospedale di Cerreto Sannita come si apprende da un atto del notaio Mario Cappella datato 21 settembre 1584.
Fu monsignor Eugenio Savino nel 1596 a dichiarare sede vescovile Cerreto antica.
Nel 1600 il cerretese Sisto Mazzacane donò al vescovo e ai suoi successori il suo palazzo affinché diventasse sede episcopale.
Il palazzo, nonostante fosse abbastanza ampio, subì già nei primi anni del Seicento alcuni ampliamenti al fine di costruire la cappella ed altri ambienti di servizio.
L'edificio fu raso al suolo dal terremoto del 5 giugno 1688.

### Il palazzo dopo il 1688

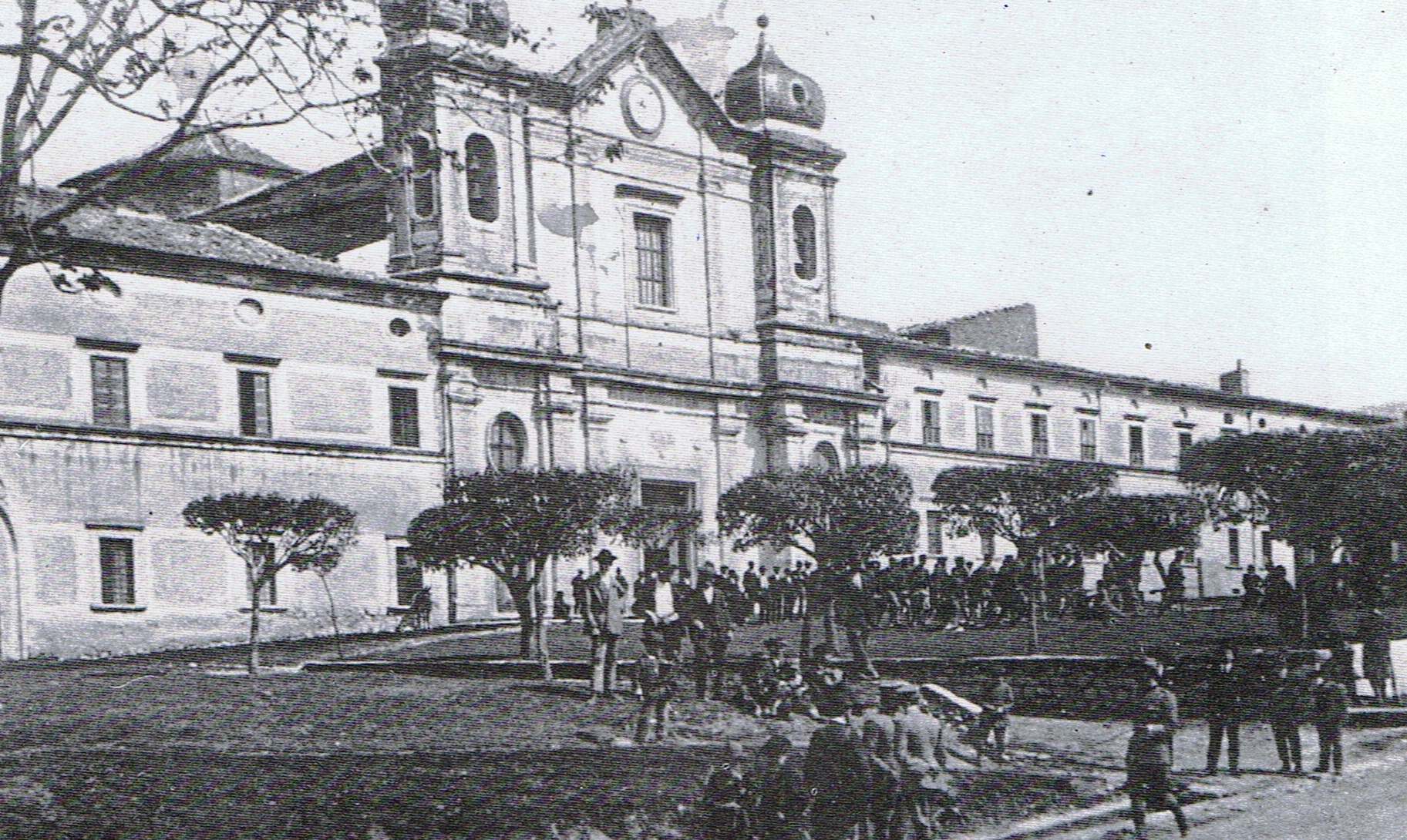
L'Episcopio (a sinistra), la Cattedrale (al centro) e il Seminario diocesano (a destra) in una foto dei primi anni del XX secolo.

Fu mons. Giovanni Battista de Bellis, subito dopo il sisma del 1688, ad avviare la costruzione dell'attuale palazzo vescovile nel nuovo tessuto urbanistico di Cerreto Sannita progettato da Giovanni Battista Manni.
Appena terminate le prime due camere del piano terra il vescovo andò subito ad abitarle perché la sua presenza temporanea a Faicchio era appena tollerata dal locale feudatario.
Nel 1696, solo otto anni dopo il terremoto, la struttura muraria era già completata mentre la facciata venne intonacata nel 1707. 
Tra il 1739 e il 1742 vennero eseguite delle stuccature e dei lavori di abbellimento degli ambienti interni. 
Il sisma del 1805 provocò alcuni danni all'episcopio, danni che si aggravarono a causa del trasferimento della sede vescovile da Cerreto ad Alife. L'unione delle due diocesi provocò un diffuso malcontento, placatosi quando re Ferdinando II di Borbone, in visita a Cerreto Sannita nel 1852, ascoltando le preghiere del clero locale, si adoperò per il ripristino della cattedra vescovile separata, cosa che avvenne dopo pochi mesi, con la bolla Compertum di papa Pio IX datata 6 luglio.
Il nuovo vescovo di Cerreto monsignor Luigi Sodo eseguì diverse opere di ristrutturazione che restituirono all'edificio il suo aspetto originario.

## Descrizione
L'edificio ha la tipica struttura del palazzo cerretese del Settecento con l'androne, il cortile interno e il giardino retrostante. 
La facciata, con decorazioni a rinzaffo, è composta due ordini di finestre sormontate da oculi. 
Nel cortile è presente un loggiato di gusto rinascimentale ed un portale che immette nel locale dove veniva custodita la carrozza del vescovo. 
Nei piani superiori, non visitabili, sono presenti dipinti settecenteschi e pavimentazioni in ceramica cerretese.
Nel salone degli stemmi sono raffigurati gli stemmi dei vescovi di Telese o Cerreto dal 1577 ad oggi. Il blasonario è opera del pittore cerretese Francesco Barile (1906). 
Un'epigrafe nel salone ricorda la visita di sant'Alfonso Maria de' Liguori al vescovo Filippo Gentile avvenuta nel 1767: «IN HAC AULA ASSEDIT - ALPHONSUM M. DE LIGORIO - CUM OLIM CONVENIENS PHILIPPUM GENTILE - EPISCOPUM CERRETAN. - FUT A FAMULO AEDES VERRENTE - INSCITE NEGLECTUS ET CONTEMPTUS MOXQUE AB ANTISTITE - ERRORE DETECTO - MAGNO EXCEPTUS HONORE - FAMULO VENIAM FACTI DEPRECANTE - CUIUS MEMORIA UT PERPETUARETUR - ALOISIUS SODO - EPISC. CERRETAN. AC TELESIN. - P.C. AN. MDCCCLXVII».
Nella cappella privata del vescovo è sita una tela di autore ignoto raffigurante la Madonna col Bambino tra i santi Francesco di Sales, Carlo Borromeo e Filippo Neri.